# Паранормална активност (филмска серија)
Паранормална активност (енгл. Paranormal Activity) америчка је натприродна хорор франшиза која се састоји од 6 филмова и додатних медија. Аутора Орена Пелија, оригинални филм издат је 2007. године.
Филмови су засновани на породици коју прогони демон који вреба, престрашује и на крају убија неколико чланова породице и друге случајне пролазнике током трајања филмова. Серија користи постављене продукцијске камере и користе се као сигурносне камере или други уређаји за снимање у покушају да филмове представе као пронађене снимке.
Серија је добила мешовите критике за све филмове. Први и трећи филм добили су генерално позитиван пријем критичара, други и пети филм добили су више мешовитих критика, а четврти и шести филм углавном негативне критике. Серија је била финансијски успешна, остварујући снажне профите на основу повратих улагања. Серија у целини је остварила преко тридесет пута већи укупан буџет.
Paramount је најавио да ће трећи филм, Најближи рођак, бити издат 29. октобра 2021. године.

## Филмови

### Паранормална активност(2007)
Смештен у октобар 2006. године, млади пар, Кејти и Мика, који су се недавно преселили у нову кућу у Сан Дијегу, терорише демон за који Кејти верује да је прати цео живот. Филм је дизајниран да изгледа попут филма пронађеног снимка с Миком који снима активности у њиховој кући.

### Паранормална активност 2(2010)
Смештен у август 2006. године, два месеца пре догађаја из првог филма, Кејтина сестра Кристи са породицом борави у Карлсбаду, где доживљавају необичне активности након што јој се родила беба по имену Хантер. Филм користи сигурносне камере, а у неким сценама и ручну камеру за снимање активности у кући.

### Паранормална активност 3(2011)
Смештен у септембру 1988. године, фокусира се на млађе Кејти и Кристи, који живе са мајком Џули и њеним дечком Денисом у Санта Роси. Док доживљавају виђења и тада први пут сусрећу демона „Тобија”. Забринут, Денис одлучује да постави неколико камера око куће уз помоћ свог пријатеља Рандија, који такође такође сусреће „Тобија”. Око куће је постављено много камера, од којих је једна причвршћена на мали осцилирајући вентилатор који помера камеру напред-назад из кухињског дела у дневну собу и обрнуто. У филму се користи и ручна камера којом је углавном руковао Денис.

### Паранормална активност 4(2012)
Смештен у новембар 2011. године, фокусира се на Алекс Нелсон и њену породицу која живе у четврти Хендерсон. Породица је почела да доживљава прогањања у вези са Алексиним усвојеним братом, Вајатом, након што су се Кејти и њен мистериозни син Роби преселили преко пута. Алекс помаже њен дечко Бен да сними активност преко MacBook-ових веб-камера, видео-камера, iPhone-ове камере и Kinect технологије.

### Паранормална активност: Обележени(2014)
Смештен у јун 2012. године, прати латиноамеричку заједницу у Окснарду, где се група матураната обрачунава са демоном мистериозног култа који је једног од њих „обележио”. Своја искуства документују користећи основне алате за снимање и трагове из претходних филмова како би покушали да разумеју шта им се догађа. Обележени је последњи филм у серији у којем је представљена Кејти Федерстон. 

### Паранормална активност: Димензија духова(2015)
Смештен у децембар 2013. године, филм прати трочлану породицу Флегес која је, након пресељења у кућу у Санта Роси, открила неколико касета снимљених 1992. године, која показује Кејти и Кристи усред њиховог ритуала иницијације за улазак у демонски ковен. Породицу демони почињу да прогањају када је на мети ћерка Лејла јер је рођена истог датума када и Хантер из филма Паранормална активност 2. Уз уобичајене снимаче, породица открива и јединствени видео-снимач који може видно да покаже натприродна дешавања, која користе за бележење све већих паранормалних активности. 

### Паранормална активност: Најближи рођак(2021)
У јуну 2019. објављено је да је седми део у развоју. У фебруару 2021. објављено је да је Вил Јубанк ангажован да режира филм по сценарију Кристофера Ландона. Првобитно заказано за приказивање 19. марта 2021. године, филм је одложен до заказаног датума објављивања 4. марта 2022. Због негативног утицаја пандемије ковида 19 на биоскоп, пројекат ће прескочити своје биоскопско издање и уместо тога ће бити објављен путем стримовања, као ексклузивни филм Paramount+.